# Eric Erickson
Eric George Adolph Erickson, även kallad Swat och The Swatting Swede, född den 13 mars 1892 i Norska Skogsbygdens församling i dagens Vårgårda kommun i Sverige, död den 19 maj 1965 i Jamestown i delstaten New York i USA, var en svenskamerikansk professionell basebollspelare som spelade sju säsonger i Major League Baseball (MLB) 1914, 1916 och 1918–1922. Erickson var högerhänt pitcher.
Erickson spelade under sin MLB-karriär för New York Giants (1914), Detroit Tigers (1916 och 1918–1919) och Washington Senators (1919–1922) och är Sveriges mest framgångsrika basebollspelare genom tiderna. Totalt spelade han 145 matcher och var 34–57 (34 vinster och 57 förluster) med en earned run average (ERA) på 3,85 och 367 strikeouts på 822,0 innings pitched.

## Uppväxt
Erickson föddes i Norska Skogsbygdens församling utanför Alingsås i samband med att hans föräldrar var hemma i Sverige på besök. Föräldrarna utvandrade till Pennsylvania i USA på 1880-talet och Eric växte också upp i USA efter att med sin familj flyttat till USA för gott 1894. Han tillbringade sin första år i Johnsonburg i Pennsylvania, men familjen flyttade sedan till Jamestown i delstaten New York där Eric började skolan.

## Karriär
När Erickson var i tjugoårsåldern började han spela professionell baseboll för tre dollar per match. Han blev inom kort kontrakterad av Dallas Giants i Texas League och 1913 tjänade han 60 dollar (dåvarande 225 svenska kronor) i månaden.
Erickson gjorde sin MLB-debut den 6 oktober 1914 i sin enda match för New York Giants och släppte sju poäng på fem innings pitched. Detroit Tigers kontrakterade Erickson två år senare och han stannade där i tre säsonger, men hade aldrig någon framgång i klubben. I stället bytte han klubb och hamnade i Washington Senators. Erickson blev under sina fyra säsonger där en av klubbens bästa pitchers och ledde under 1919 hela American League vad gäller strikeouts per 9 innings pitched (5,52). 1921 var han en av ligans bästa pitchers vad gäller ERA (3,62), hits per 9 innings pitched (9,10), strikeouts per 9 innings pitched (3,57) och shutouts (tre). Han fick dessutom chansen att flera gånger pitcha mot spelare som Babe Ruth.

## Privatliv
Erickson hade en son, Burwin E. Erickson, som spelade professionell baseboll i Minor League Baseball.